# 6736 Marchare
6736 Marchare este o planetă minoră (asteroid) din centura de asteroizi. A fost descoperită pe 1 martie 1993 la Nihondaira Observatory⁠(d) de Takeshi Urata și a fost numită după March Hare⁠(d). 
Obiectul prezintă o orbită caracterizată de o semiaxă mare de 2,4027698 UAi, o excentricitate de 0,17, o înclinație de 3,09774 ° în raport cu ecliptica.